# Karaptschiw (Wyschnyzja)
Karaptschiw (ukrainisch Карапчів; russisch Карапчов Karaptschow, rumänisch Carapciu pe Ceremuş, deutsch bis 1918 Karapcziu) ist ein Dorf im Westen der ukrainischen Oblast Tscherniwzi mit etwa 2100 Einwohnern (2001).

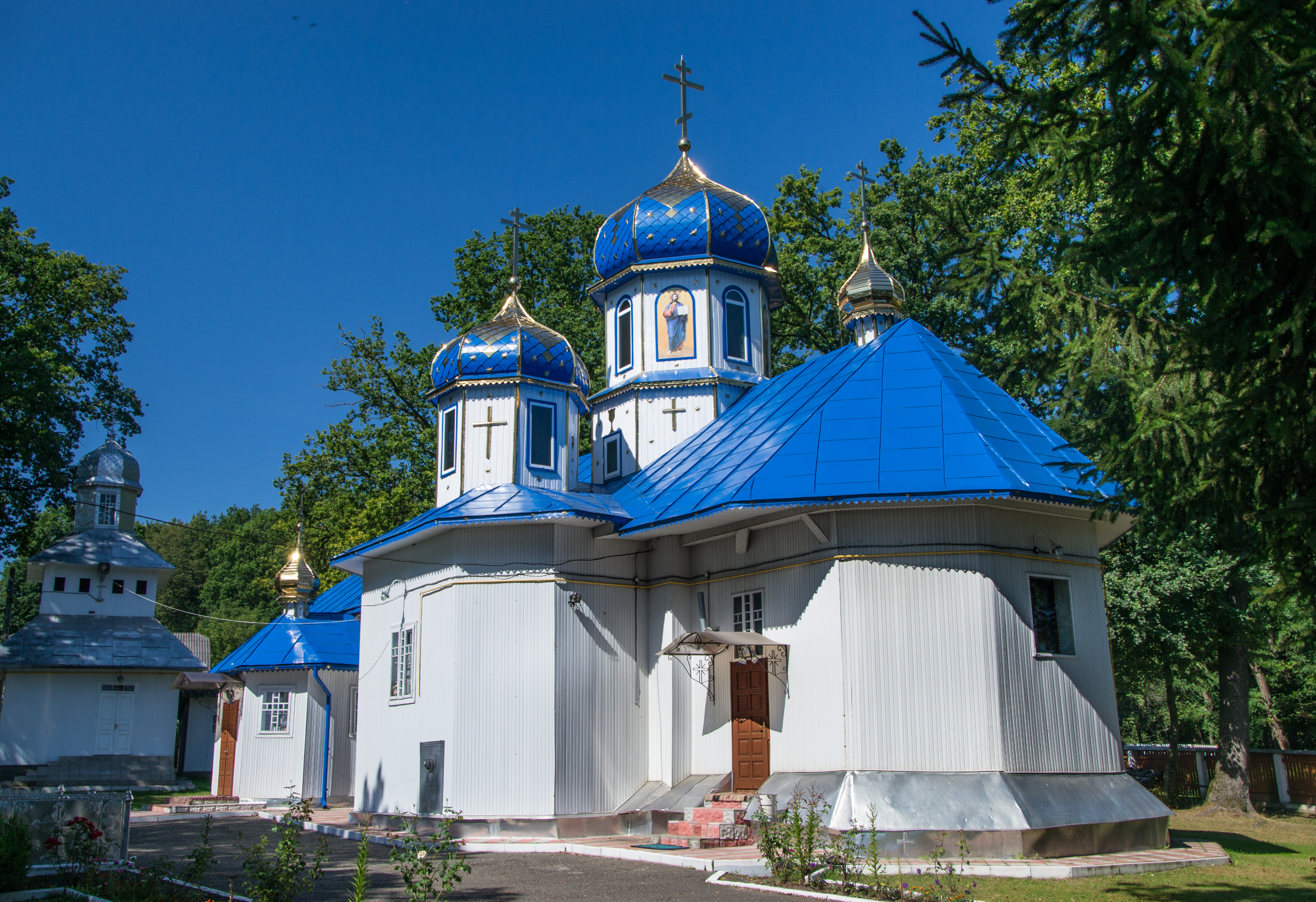
Kirche der Geburt der Jungfrau Maria; Holzkirche aus dem Jahr 1816

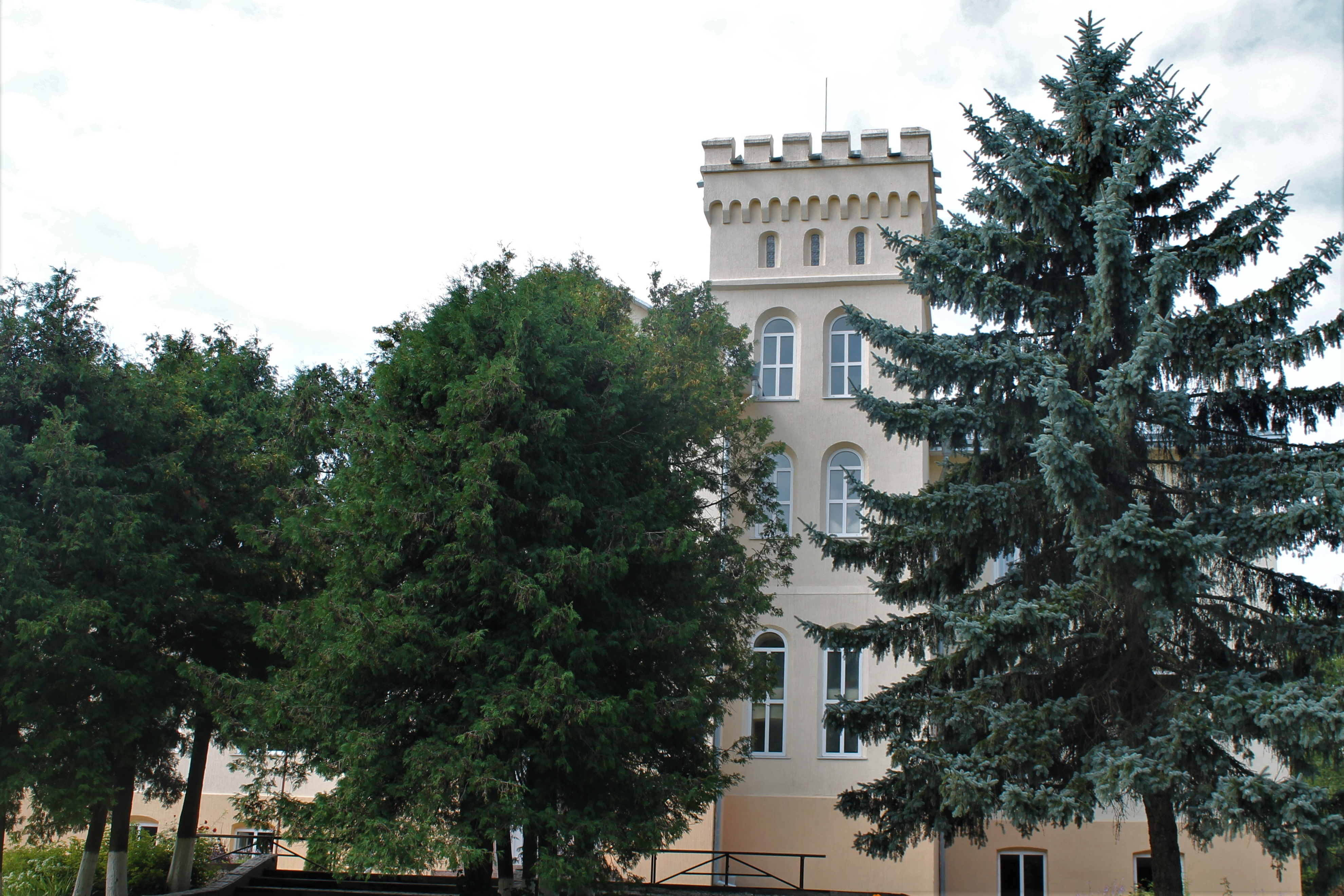
Park mit Palast

Die Ortschaft liegt in der Bukowina auf einer Höhe von 280 m am Ufer des Hlybotschok (Глибочок), einem 16 km langen Nebenfluss des Tscheremosch, 8 km südlich vom Gemeindezentrum Waschkiwzi, 29 km nordöstlich vom Rajonzentrum Wyschnyzja und etwa 45 km westlich vom Oblastzentrum Czernowitz.
In dem zwischen 1395 und 1444 gegründeten Dorf gab es zu Beginn des 20. Jahrhunderts eine Schmalspurbahn zum Holztransport.
Die Ortschaft besitzt eine Holzkirche der Geburt der Jungfrau Maria aus dem Jahr 1816 und mit ihrem 1,25 Hektar großen Park ein Denkmal der Landschaftsgartenkunst von lokaler Bedeutung, in dessen Zentrum eine Landschule sowie der ehemalige Palast der armenischen Familie Krishtofovich steht. In dem Ende des 19. Jahrhunderts angelegten Park wachsen 24 Arten von Bäumen und Sträuchern.
Am 14. September 2016 wurde das Dorf ein Teil der neu gegründeten Stadtgemeinde Waschkiwzi im Rajon Wyschnyzja, bis dahin bildete es zusammen mit den Dörfern Babyne (Бабине, ⊙) mit etwa 780 Einwohnern und Waly (Вали, ⊙) mit etwa 970 Einwohnern gehörten die Landratsgemeinde Karaptschiw (Карапчівська сільська рада/Karaptschiwska silska rada) im Norden des Rajons.

## Söhne und Töchter der Ortschaft
- Edgar Kováts (27. September 1849 – 4. Juli 1912); polnischer, ursprünglich ungarischer Architekt, Maler, Kunsttheoretiker und Rektor der Polytechnischen Hochschule Lemberg